# Clayton (Alabama)
Clayton è un comune degli Stati Uniti d'America, capoluogo della Contea di Barbour nello Stato dell'Alabama. La popolazione al censimento del 2000 era di 1.475 abitanti, passata poi nel 2006 a 1.394 abitanti, secondo una stima.

## Geografia fisica
Clayton è situato a 31°52'39.014" N, 85°26'56.486" O. L'U.S. Census Bureau certifica che la città occupa un'area totale di 14,10 km², interamente composti da terra.

## Società

### Evoluzione demografica
Al censimento del 2000, risultano 1.475 abitanti, 593 nuclei familiari e 393 famiglie residenti in paese. La densità della popolazione è di 104,61 ab./km². Ci sono 704 alloggi con una densità di 49,90/km². La composizione etnica del paese è 34,85% bianchi, 63,93% neri o afroamericani, 0,20% nativi americani, 0,41% di altre razze, e 0,61% meticci. L'1,36% della popolazione è ispanica.
Dei 593 nuclei familiari, il 30,90% ha figli di età inferiore ai 18 anni che vivono in casa, il 36,10% sono coppie sposate che vivono assieme, il 27,20% è composto da donne con marito assente, e il 33,60% sono non-famiglie. Il 31,50% di tutti i nuclei familiari è composto da singoli e il 16,40% da singoli con più di 65 anni di età. La dimensione media di un nucleo familiare è di 2,37 mentre la dimensione media di una famiglia è di 2,95.
La suddivisione della popolazione per fasce d'età è la seguente: 26,00% sotto i 18 anni, 8,80% dai 18 ai 24, 26,20% dai 25 ai 44, 22,40% dai 45 ai 64, e 16,50% oltre i 65 anni. L'età media è 36 anni. Per ogni 100 donne ci sono 86,20 uomini. Per ogni 100 donne sopra i 18 anni ci sono 83,40 uomini.
Il reddito medio di un nucleo familiare è di 18.750$, mentre per le famiglie è di 25.750$. Gli uomini hanno un reddito medio di 29.583$ contro i 20.417$ delle donne. Il reddito pro capite del paese è di 11.791$. Il 31,80% della popolazione e il 29,30% delle famiglie è sotto la soglia di povertà. Sul totale della popolazione, il 43,50% dei minori di 18 anni e il 29,80% di chi ha più di 65 anni vive sotto la soglia di povertà.